# 優亞
優亞（ゆうあ、1976年5月24日 - ）は、日本の女優、画家、歌手。血液型AB型。中国語堪能。本名は早田優子（そうだゆうこ）、画家として早田優(そうだゆう)の名でも活動している。クラリオンガール2000審査員特別賞受賞。オリジナルキャラクターに「ふらちゃ」､「福Lover」等がある。

## 絵画活動
- 2001年 喜納昌吉ライブ「花のまつり」プログラムにて「ありがとうの花」絵画掲載。会場にてゲスト出演。
- 2004年4月 絵本出版「NORA〜野良たちの選択〜」東邦出版　文：野村沙知代　絵：優亞ISBN 978-4809403651
- 2012年1月7日 - 1月28日 初個展　「優亞展〜ふらちゃ　魂愛　これからがはじまり…」千年画廊
  - 3月「さらば原発〜核なき地球へ〜」グループ展　出展
  - 7月 　第7回新池袋モンパルナスまちかど回遊美術館「優美展」千年画廊
  - 10月　日中国交正常化40周年記念「平和と友愛絵画展」やかげ郷土美術館
- 2013年2月　花舞うバレンタイン「優亞♡ふらちゃの世界展」池袋サンシャイン60展望台
  - 3月「さらば原発〜太陽の恵み〜」グループ展　出展
  - 3月11日　東日本大震災　3回忌　宮城県東松島市にて「追悼☆ふらちゃの種付バルーンリリースをアークフローラ」と企画、東松島仮設住宅の皆様ご協力の元で開催
  - 4月やかげ郷土美術館「優亞ふらちゃ特設コーナー」展示
  - 5月16日 - 5月29日　第8回新池袋モンパルナス西口まちかど回遊美術館(優亞のデザインキャラクター「福Lover回遊スタンプラリー」開催)
  - 「優亞ふらちゃの世界」東京三協信用金庫　池袋支店
  - 「福Lover+Wood luckな世界展」優亞　+　武田守弘　二人展　千年画廊
  - 12月　改名して　早田　優　http://www.flowcha.com/#!sodayou/cfvg　そうだゆうこHP
  - 八重洲ブックセンター本店1Fにて原画展
- 2016年5月　絵本塾出版『トキジイと太郎杉 (千年太郎童話集)』文：千年太郎　絵：早田 優 ISBN 978-4864840958
  - 11月　愛育出版『 ないてるのはだれだ?』文：寺井広樹 　絵:早田 優 ISBN 978-4909080073

## 芸歴

### 日本国内
- 1993年（平成6年） プレアイドル新人発表会　
ライブ活動（芸名：藤沢　悠※当時の所属事務所はアルテミスプロモーション）
撮影会モデル　雑誌モデル 『ヤングジャンプ女子高生制服コレクション』
- 1995年（平成7年）5月CXTV『ASIA BUGUS』（スキヤキソング特集）出演
8,9月 舞台『絡繰遊戯』（時代劇　水戸黄門より）　おみつ役　出演
- 1996年（平成8年） 映画「ねらわれた学園THE MESSIAH FROM THE FUTURE』 （ギャガ）監督：清水厚」出演  
雑誌「ペントハウス　スペシャル」3月号　表紙　グラビア
- 1998年（平成10年） 雑誌「買物王」4月号　グラビア
- 1999年（平成11年） テレビCM 「DDIセルラー cdmaOne」出演
- 1999年（平成11年） クラリオンガール2000 審査員特別賞受賞
6月 映画『クロスファイア』（金子修介監督　東宝映画）OL役 出演
VP 運輸省 「観光ワーキングビデオ〜笑顔の達人〜」出演（体験リポーター）
（株）アルク　中国語ホームページ　「優子的JAPAN NOW！」
その他、アルク出版物にて中国留学体験談などを掲載
- 2001年より早田優子改、芸名を優亞として活動開始
- 2001年（平成13年）渋谷Q-FRONT　街頭時刻報告 出演
TXテレビ「爆NEW！」ゲスト出演
- 2002年（平成14年） - FMラジオ COCOLO 76.5 アジアの音楽情報番組
「ファンキー末吉のボチボチいこか〜慢慢走BA〜」 日本PART　パーソナリティー
- 2003年（平成15年） 舞台「心は孤独なアトム」（森岡利行監督作品）出演
- 2004年（平成16年） くりぃむしちゅー初主演映画　「パローレ」ユミ役 出演
2月 「日中友好歌謡祭」NHKホール　出演　日本語曲「さくら」

### 中国・台湾
- 2000年 上海衛星電視台「祝福祖国」 中国建国51周年特別番組 ※日本人として初の出演北京語曲「但愿人长久」日本語曲「花」
上海FMラジオ「世界音楽空間」ゲスト生出演
上海アジア音楽祭「海賊版撲滅イベント」ゲスト出演
- 2001年 上海アジア音楽祭 日本代表出場 優秀賞受賞
新天地 ARK 海賊版撲滅イベントライブ出演
- 2001年 台湾 テレビCM「千曲川蒟蒻凉面」 主演
- 2002年 台湾 テレビCM「花王LAVENUS」CM SONG
- 2002年 遼寧省 新聞記者会見
遼寧衛星電視台（中国語版）  バラエティー番組『七星大擂台』出演 （北京語歌詞自作の曲「一生分之一天」）
- 2004年 CCTV（中国中央電視台）『同一首歌』出演
曲目『櫻花』中国・日本全国放送
※2004年7月より上海へ移住、芸能活動を休止。
- 2007年4月 上海「外国人料理対決」大会 優勝

2012年よりアーティスト活動を再開。癒し系のアート。